# Bjurböle
Bjurböle – meteoryt kamienny należący do chondrytów zwyczajnych, który spadł 12 marca 1899 roku na zamarzniętą powierzchnię Morza Bałtyckiego u wybrzeży Finlandii. Jego masę ocenia się na ponad 300 kg. W chwili upadku rozkruszył się na wiele fragmentów. Największy fragment waży 80 kg. Jeden z okazów meteorytu Bjurböle znajduje się też w Olsztyńskim Planetarium i Obserwatorium Astronomicznym.